# Iragui
Iragui (Iragi en euskera y oficialmente, Iregi en variedad local) es una localidad española y un concejo de la Comunidad Foral de Navarra perteneciente al municipio de Esteríbar. Está situado en la Merindad de Sangüesa, en la Comarca de Auñamendi. Su población en 2014 fue de 23 habitantes (INE).